# Limnonectes nguyenorum
Limnonectes nguyenorum é uma espécie de anfíbio anuro da família Dicroglossidae. Está presente no Vietname. A UICN classificou-a como em perigo de extinção.